# 리틀록 트래블러스
리틀록 트래블러스(Little Rock Travelers)는 미국 아칸소주 리틀록을 연고지로 했던 마이너 리그 베이스볼 팀이다. 1902년부터 1910년까지, 1915년부터 1958년까지, 1960년부터 1961년까지 서던 어소시에이션에 속해 있었으며, 이 리그는 클래스 A, A1 또는 더블 A 레벨로 일반적으로 메이저 리그 베이스볼보다 두 단계 낮은 리그였다.
1930년대에 팜 시스템이 도입되면서 트래블러스 구단은 피츠버그 파이리츠, 보스턴 레드삭스, 보스턴 브레이브스, 디트로이트 타이거스, 캔자스시티 애슬레틱스, 볼티모어 오리올스 산하를 거쳐갔다. 1958년에 77경기가 홈구장에서 치러졌을 때 6만 8천 명 미만의 유료 관중 수를 기록하면서 1959년에 루이지애나주 슈리브포트로 연고지를 옮겨 슈리브포트 스포츠라는 야구단으로 재창단되었다. 한편 같은 해 리틀록에는 뉴올리언스 펠리컨스라는 이름의 마이너 리그 팀이 새롭게 자리잡고 기존의 팀명인 리틀록 트래블러스를 사용하기 시작했다.
하지만 얼마 안되어 서던 어소시에이션은 리그 해체의 위기를 맞았고, 트래블러스를 비롯한 리그 전체는 1961년 시즌 이후 문을 닫았다. 1962년에 리틀록에는 야구팀이 없었다. 다음해인 1963년에 트리플 A 레벨의 인터내셔널 리그에 참가하는 아칸소 트래블러스가 새롭게 리틀록에 안착했다. 이 팀은 1964년과 1965년에 트리플 A 퍼시픽 코스트 리그에 참가했으며, 1966년부터는 더블 A 텍사스 리그에 합류했다. 현재, 아칸소 트래블러스는 시애틀 매리너스 산하에 있다.
트래블러스라는 팀명은 19세기 미국 민요 아칸소 트래블러에서 유래했다.
홈구장은 1932년부터 트래블러스 필드를 사용했으며, 그 이전에는 캐버노 필드를 사용했다.

## 역대 주요 선수
- 짐 배그비 주니어
- 보 벨린스키
- 프랭크 볼링
- 조지 브루넷
- 짐 버닝
- 빌 디키
- 닉 에텐
- 팻 길릭
- 찰리 그림
- 베이브 허먼
- 트래비스 잭슨
- 베이비 돌 제이콥슨
- 에디 로팻
- 빙 밀러
- 보보 뉴섬
- 데이브 니콜슨
- 하위 리드
- 칼 립켄 시니어
- 에런 워드
- 피트 워드
- 맥스 웨스트
- 웨스 웨스트럼